# Сверд, Гунилла
Гунилла Сверд (швед. Gunilla Svärd; род. 26 марта 1970) — шведская ориентировщица, победитель чемпионатов мира и Европы по спортивному ориентированию.
Дважды становилась чемпионкой мира в составе женской эстафетной команды, неоднократно была призёром чемпионатов мира в эстафете.
На чемпионате мира в 2001 году завоевала бронзовую медаль на средней дистанции.
Дважды становилась чемпионкой Европы — в 2002 году выиграла золото на средней дистанции, а два году спустя на следующем чемпионате Европы в 2004 году завоевала золото в эстафете в составе сборной Швеции.
Обладательница более 25 медалей чемпионатов Швеции.
Замужем, воспитывает дочь Лину.